# Allocyclops spinifer
Allocyclops spinifer – gatunek widłonoga z rodziny Cyclopidae. Opisali go w 2015 roku biolodzy Frank Fiers z Królewskiego Instytutu Nauk Przyrodniczych Belgii i Moïssou Lagnika z Université d’Abomey-Calavi w Beninie. Miejsce typowe to Benin, Ishèko – dzielnica miasta Pobè, zlewnia rzeki Ouémé, studnia Pb5 (współrzędne 6°59′13,6″N 2°39′56,6″E/6,987111 2,665722).